# Constantin Alexandru
Constantin Alexandru (15. prosince 1953 Constanța, Rumunsko – 10. srpna 2014) byl rumunský zápasník. V roce 1980 na olympijských hrách v Moskvě v zápase řecko-římském v kategorii do 48 kg vybojoval stříbrnou medaili. V roce 1976 nastoupil na hrách v Montrealu v zápase ve volném stylu v kategorii do 48 kg, ale po prohře v prvním kole nenastoupil do druhého.
V roce 1978 a 1979 vybojoval zlato, v roce 1974 stříbro a roce 1983 obsadil deváté místo na mistrovství světa. Na mistrovství Evropy vybojoval pětkrát zlato (1974, 1975, 1978, 1979) a jednou stříbro (1976). Dvakrát vybojoval páté (1981, 1983) a jednou deváté (1980) místo. Vše v zápase řecko-římském a ve váhové kategorii do 48 kg.